# Hashimoto Hakaru
Hakaru Hashimoto (橋本 策, 5 de maig de 1881 - 9 de gener de 1934) va ser un metge i científic japonès dels períodes Meiji i Taishō. És més conegut per publicar la primera descripció de la malaltia que més tard es va anomenar tiroïditis de Hashimoto.

## Biografia
Hashimoto va néixer el 5 de maig de 1881 al poble d'Iga-cho, actualment dins de la ciutat Yokkaichi, a la prefectura de Mie com el tercer fill de Kennosuke Hashimoto, un metge. La família de Hashimoto va servir tradicionalment com a metges dels senyors feudals del districte durant segles. L'avi de Hashimoto, el general Hashimoto, va ser el metge més famós de la prefectura en el seu temps, després d'haver estudiat medicina holandesa.
Hashimoto es va casar amb Yoshiko Miyake, la filla d'un metge naval que va estudiar literatura japonesa a la Universitat femenina de Nara. La parella va tenir 4 fills; una filla (Hanako) i tres fills (Ken'ichi, Haruo, Kazuo). Era un budista devot i va ser el cap de l'associació budista a la Universitat de Kyushu durant el seu temps com a estudiant. Durant les vacances, se sabia que freqüentava Osaka o Kyoto amb tren i li agradava especialment el teatre Kabuki i les llibreries estrangeres.
El desembre de 1933, Hashimoto va emmalaltir de febre tifoide i finalment va morir a casa seva el 9 de gener de 1934 a l'edat de 52 anys.

## Activitats científiques
El 1912, va publicar un article, Kōjōsen rinpa-setsu shushō-teki henka ni kansuru kenkyū hōkoku (Informe sobre el goll limfomatos) a "kline1", Archiv Chir fürgi2 de Berlín. :97:219-248.
Anys més tard, aquest article va ser avaluat per investigadors anglesos i nord-americans, i la malaltia que descrivia va ser reconeguda com una malaltia independent.
En els llibres mèdics nord-americans, es va anomenar tiroïditis de Hashimoto.